# Nitazoxanide
Le nitazoxanide, vendu entre autres sous le nom de marque Alinia.

## Usage médical
Est un médicament utilisé pour traiter divers protozoaires et vers parasites,. Cela inclut la cryptosporidiose, la giardiase, l'amibiase, l'isosporose et certains ténias, douves et vers ronds. Il est administré par voie orale.

## Effets secondaires
Les effets secondaires courants comprennent des douleurs abdominales, des nausées, des maux de tête et une coloration anormale de l'urine. La sécurité pendant la grossesse n'est pas claire. C'est un thiazolide et on pense qu'il agit en bloquant la pyruvate ferredoxine oxydoréductase.

## Histoire
Le nitazoxanide a été approuvé pour un usage médical aux États-Unis en 2002, il a été approuvé comme médicament générique en 2020. Aux États-Unis, 6 comprimés de 500 mg coûtent environ 240 USD à partir de 2021. Des recherches sont en cours à partir de 2021 concernant son utilisation pour la grippe.